# Rodina a škola (Magyar Királyság)
A Rodina a škola (lapcímének magyar fordítása Család és iskola) szlovák nyelven megjelenő pedagógiai szaklap volt a Magyar Királyságban. A havilap Svetozár Hurban-Vajanský szerkesztésében és kiadásában jelent meg 1900 és 1904 között Turócszentmártonban.